# William Tchamba
William Tchamba, né le 11 juin 1984 à Lille, est un céiste français pratiquant la course en ligne.
Il remporte une médaille de bronze lors des Championnats du monde de course en ligne (canoë-kayak) 2009 à Dartmouth, en C-1 4 x 200 m.
Il participe de plus aux épreuves de canoë-kayak aux Jeux olympiques d'été de 2008 de Pékin. Il est éliminé en demi-finales aux épreuves de C-2 500 m et de C-2 1 000 m.